# Cantulina Garcia Pacheco
Cantulina Garcia Pacheco (Salvador, 16 de março de 1900 - Salvador, 27 de junho de 2004), melhor conhecida como Mãe Cantú de Airá Tolá, ou somente Mãe Cantú, Tia Cantú e Airá Tolá, foi uma importante sacerdotisa do Candomblé Queto (ialorixá) do século XX, ativa em Salvador e então no Rio de Janeiro, onde comandou o Ilê Axé Opô Afonjá de São João de Meriti.

## Vida
Cantulina Garcia Pacheco nasceu em 16 de março de 1900 em Salvador, na Bahia, na freguesia de Santo Antônio da Moureira. Era filha de Sinhá Maria do Ó, uma iniciada do Terreiro do Gantois, e José da Silva Pacheco. Era neta de sangue de Joaquim Vieira da Silva, dito Obá Sinhá, que fundou em 1910 em São Gonçalo do Retiro com Eugênia Ana dos Santos, a Mãe Aninha, o celebrado terreiro de Ilê Axé Opô Afonjá. Quase estava para completar seus cinco anos de idade em 1905, sua mãe faleceu. Com a morte de seu pai, foi adotada por José Garcia Pacheco, um segundo-tenente do exército, que era parente seu. Desde 1920, cozinhou quitutes que uma rede de baianas vendiam nas ruas da capital, apesar de receber pensão pela morte de seu pai adotivo. Em 1943, devido a uma cirurgia que a impediu de continuar cozinhando, foi obrigado a interromper tal atividade.
Até 1936, professou a umbanda e então o kardecismo. Em 6 de junho daquele ano, aos 36 anos, foi iniciada por Mãe Aninha no Ilê Axé Opô Afonjá como filha do orixá Airá. Em 1949, após cumprir suas obrigações como iniciada, se mudou para o Rio de Janeiro, onde pretendia se afastar parcialmente da vida nos terreiros, mas foi dissuadida da ideia por influência de Agripina de Souza, a Mãe Agripina de Aganju. Esta, à época, era ialorixá do Ilê Axé Opô Afonjá de Coelho da Rocha, em São João de Meriti, que foi fundado na década de 1930 por Mãe Aninha.
A partir de 1958, com seus 58 anos, exerceu a função de iaquequerê, e em 1967, agora com 67 anos, com o falecimento de Agripina, a sucedeu como ialorixá. Sua sucessão provocou comoção entre os frequentadores, com vários deles se rebelando e decidindo abandonar o terreiro. Nos 22 anos que esteve no comando do Ilê Axé, até 1989, iniciou 22 pessoas, entre ogãs, iaôs e ijoiês. Em 1986, por ocasião da celebração dos seus 50 anos de iniciada, uma festa foi organizada no terreiro, que reuniu cerca de 2 mil pessoas. Cantulina recebeu o título de cidadã carioca e a prefeitura do município de São João de Meriti ordenou o asfaltamento das vias que davam acesso ao Ilê Axé. Em 1989, sofreu com quadro de catarata que quase lhe cegou e um problema pulmonar grave. Devido a sua agora saúde frágil, abandonou seu posto. Regina Lúcia, uma das iniciadas de Cantulina, a sucedeu como ialorixá, e a senhora decidiu voltar a Salvador, onde viveu seus anos restantes. Em 2000, por ocasião de seu centenário de nascimento, foi alvo de homenagens. Faleceu em 27 de junho de 2004.

## Avaliação
Segundo o pesquisador Gonçalo Santa Cruz de Souza, "austera e disciplinadora, Dona Cantulina não gostava das liberalidades que a alegria de sua irmã mais velha proporcionava aos seus filhos. [...] séria e sincera, Dona Cantú deixava claro as suas opiniões e, não raro, se aborrecia com os seus 'sobrinhos' e até mesmo com sua irmã mais velha." Coloca que acreditava na hierarquia e que falhas eram entendias como desrespeito ao culto, aos orixás e aos cargos ocupados pelos transgressores, bem como que chamava a atenção para o que entendia como errado no procedimento ritual e via o ensinamento como obrigação.